# Aristóteles (nombre)
Aristóteles es un nombre propio masculino de origen griego en su variante en español. Proviene del griego antiguo Ἀριστοτέλης (Aristotélēs) de aristos: "el mejor, excelente o superior" y teles "final o propósito", que significa "el mejor final" o "el excelente propósito". Aristóteles fue uno de los más grandes filósofos de la antigüedad, y acaso de la historia de la filosofía occidental. Fue formalizador de la lógica, precursor de la anatomía y la biología y un formalizador de la taxonomía.

## Variantes
| Variantes en otras lenguas | Variantes en otras lenguas |
| -------------------------- | -------------------------- |
| Español                    | Aristóteles                |
| Albanés                    | Aristoteli                 |
| Alemán                     | Aristoteles                |
| Aragonés                   | Aristótil                  |
| Armenio                    | Արիստոտել (Aristotel)      |
| Asturiano                  | Aristóteles                |
| Bosnio                     | Aristotel                  |
| Bretón                     | Aristoteles                |
| Búlgaro                    | Аристотел (Aristotel)      |
| Catalán                    | Aristòtil                  |
| Checo                      | Aristotelés                |
| Croata                     | Aristotel                  |
| Danés                      | Aristoteles                |
| Eslovaco                   | Aristoteles                |
| Esloveno                   | Aristotel                  |
| Esperanto                  | Aristotelo                 |
| Estonio                    | Aristoteles                |
| Euskera                    | Aristotel                  |
| Extremeño                  | Aristótili                 |
| Finlandés                  | Aristoteles                |
| Francés                    | Aristote                   |
| Galés                      | Aristoteles                |
| Gallego                    | Aristóteles                |
| Georgiano                  | არისტოტელე (Aristotele)    |
| Griego                     | Ἀριστοτέλης (Aristotélēs)  |
| Holandés                   | Aristoteles                |
| Húngaro                    | Arisztotelész              |
| Inglés                     | Aristotle                  |
| Irlandés                   | Arastotail                 |
| Islandés                   | Aristóteles                |
| Italiano                   | Aristotele                 |
| Latín                      | Aristoteles                |
| Letón                      | Aristotelis                |
| Lituano                    | Aristotelis                |
| Maltés                     | Aristotile                 |
| Noruego                    | Aristoteles                |
| Piamontés                  | Aristòtil                  |
| Polaco                     | Arystoteles                |
| Portugués                  | Aristóteles                |
| Rumano                     | Aristotel                  |
| Ruso                       | Аристотель (Aristotel')    |
| Samogitiano                | Aristuotelis               |
| Sardo                      | Aristotele                 |
| Serbio                     | Аристотел (Aristotel)      |
| Siciliano                  | Aristòtili                 |
| Sueco                      | Aristoteles                |
| Ucraniano                  | Аристотель (Aristotel')    |